# 家本修
家本 修（いえもと おさむ）は、日本の教育工学者。大阪経済大学経営情報学部教授を経て、情報社会学部教授。2017年より大阪経済大学名誉教授。専門は教育工学。大阪府出身。大阪府立生野高等学校卒業、大阪大学大学院博士課程満期退学。大阪大学工学博士。梅花短期大学助教授を経て、1993年より大阪経済大学助教授、1994年より大阪経済大学教授。2017定年退職。

## 学会等
- 私情協知的資源開発委員会副委員長
- 近畿情報教育連合会長
- 教育システム情報学会理事・事務局長
- 次世代大学教育研究会代表

## 著書
- すまいの心理学     海青社 (1989/09) ISBN 4906165249
- ICT活用教育―先端教育への挑戦（共著）   海青社 (2006/12) ISBN 4860992245
- 情報生活論入門―情報処理の身近な応用（共著)    同文書院 (1991/02) ISBN 4810311856
- 一太郎キャリアワープロ入門（編纂）    海青社 (1991/07) ISBN 4906165370